# Ovčetina
Ovčetina je meso domaće ovce (lat. Ovis aries). Ovca u prvoj godini starosti je janje i njeno meso je janjetina. Meso starije ovce je ovčetina. Meso je tamnocrveno, mišičavo i grubog vlakna, miris mesa je vrlo intenzivan. Ovčetina ima 293 kalorija na 100 grama. Ima 25 grama masti i 17 grama bjelančevina na 100 grama.
Prema OECD-FAO „Poljoprivrednom pregledu” za 2023., najveći potrošači ovčjeg mesa bili su sljedeći: Kina, Indija, Pakistan, Nigerija i Turska ukupno po tonama mesa, a po glavi stanovništva ovčetina se najviše jede u zemljama kao što su: Kazahstan, Australija, Turska, Saudijska Arabija i Norveška. Zemlje EU-a nisu pojedinačno ispitane na ovom popisu. Među zemljama EU-a, Grčka je vodeća u potrošnji po glavi stanovnika s 12,3 kg. Izvan OECD-a, najveći potrošač po glavi stanovnika je Mongolija, s 45,1 kg.
Ovčje meso istaknuto je u kuhinjama nekoliko mediteranskih kultura u zemljama kao što su: Grčka, Bosna i Hercegovina, Hrvatska, Turska, zemlje Sjeverne Afrike, Jordan i zemlje Bliskoga istoka, kao i u kuhinjama Irana i Afganistana. U Grčkoj je, primjerice, sastavni dio mnogih jela i vjerskih blagdana poput Uskrsa, poput jela avgolemona i magiritse. Također je popularna u baskijskoj kulturi. U Sjedinjenim Državama, Navaho Indijanci su uključili ovčetinu i janjetinu u svoju tradicionalnu kuhinju otkako su španjolski istraživači i doseljenici uveli ovce u 17. stoljeću, zamijenivši divlju puretinu i divljač. U sjevernoj Europi ovčetina i janjetina nalaze se u mnogim tradicionalnim jelima, uključujući ona Islanda, Norveške i zapadne Europe, uključujući i ona Ujedinjenog Kraljevstva, posebno u zapadnim i sjevernim planinama, Škotskoj i Walesu. Ovčetina je nekada bila važan dio mađarske kuhinje zbog jake pastirske tradicije, ali na nju se sve više gledalo s prezirom širenjem urbanizacije.

## Galerija
- Jelo od ovčetine.
- Ovčetina i piletina na roštilju.
- Pečena ovčetina
- Ovčetina s krumpirom